# 災害用音声お届けサービス
災害用音声お届けサービス（さいがいようおんせいおとどけサービス）は、日本国内で震度6弱以上の地震など大規模な災害が発生した場合に、各携帯電話・PHS会社（事業者、キャリア）が提供していたサービスである。

## 概要
固定電話（NTT東西）の災害用伝言ダイヤルの音声の記録をパケット通信で置き換えた、一種の電子掲示板（BBS）で、災害時の安否情報の確認による電話網の輻輳状態に対処する。ある携帯電話番号に対してメッセージを録音すると、メッセージが登録されたSMS（ショートメッセージサービス）メールが相手に送られ、それを見てメッセージセンターに接続し、メッセージを聞くことができるものである。
2011年3月11日の東日本大震災で、携帯電話網の音声回線がひっ迫（輻輳）したため、音声回線に比べて余裕のあるパケット網を活用したシステムとして開発された。
SMSを拡張した「+メッセージ」によるボイスメッセージの送信が可能になったことから、各社とも2022年3月31日をもってサービスを終了した。

## 提供会社
- NTTドコモ
- KDDI、沖縄セルラー電話（au）
- ソフトバンク（SoftBank、Y!mobile）
- ウィルコム沖縄（Y!mobile）

2013年4月より携帯大手3グループで相互利用を始め、2014年1月29日より残りの旧イー・アクセスと旧ウィルコムも加わり、相互利用を開始した。
音声をパケット化して通信するため、送信対応端末は主に2012年以降のスマートフォンに限定され、対応アプリをインストール（一部機種はプリインストール済み）することで利用可能となる。受信端末は従来型の携帯電話機（いわゆるガラケー）でも可能な場合が多いが、詳細については各携帯電話会社のサイトにて確認されたい。
いわゆる格安SIMでは使用できないが、代替として災害用伝言板（web171）を利用することができる。

## 使用方法
※流れのみ記載するので、詳細な操作は契約先の電話会社にて確認されたい。

### 送信時
災害用音声お届けサービスアプリをインストール済みのスマフォから該当アプリを起動し、メッセージセンターに接続する。接続後に音声メッセージを吹き込み、センターに送信して、動作を完了させる。

### 受信時
SMSでメール着信後、添付された音声メッセージを再生する。

## 開設されるケース
大地震のほか、台風や集中豪雨などによる大規模な風水害発生時（自宅を離れ避難所に避難する状況になった場合）に開設されることが多い。NTTの災害用伝言ダイヤルの開設に倣う形で、本サービスや災害用伝言板サービスも開設されることが多い。

## 体験利用
次の日時には、体験利用が可能となる。
- 毎月1日、15日 0:00 - 23:59
- 正月三が日（1月1日 - 1月3日）
- 防災週間 （8月30日 - 9月5日）
- 防災とボランティア週間 （1月15日 - 1月21日）

該当日に実際に災害が発生した場合には、体験利用ができなくなることがある。